# Google マップ
Google マップ（グーグル マップ、英語: Google Maps）は、Googleが提供するウェブマッピング プラットフォームであり、コンシューマー向けの地図アプリケーションである。衛星写真、航空写真、ストリートマップ、道路の360°のインタラクティブパノラマビュー（Google ストリートビュー）、リアルタイム交通状況、徒歩、車、飛行機（ベータ版）、公共交通機関による移動のルート検索などを提供している。2020年現在、Google マップは毎月、世界中の10億人以上のユーザーに利用されている。
Google マップは初め、Where 2 Technologiesという会社でLarsとJens Rasmussen兄弟により、C++のデスクトッププログラムとして開発が始まった。2004年10月、会社はGoogleに買収され、ウェブアプリケーションに書き換えられた。複数の地理空間データのビジュアライゼーション企業とリアルタイム交通分析の企業の追加の買収を経て、Google マップは2005年2月に公開された。サービスのフロントエンドでは、JavaScript、XML、Ajaxを利用している。Google マップはAPIを提供しており、これを利用することで、サードパーティのウェブサイトに地図を埋め込むことができ、また、世界中の多数の国のビジネスやその他の組織向けに場所検索のためのロケーターを提供している。Google Map Makerを利用すると、ユーザーは協力してサービスの世界中のマップを拡張・更新することができたが、このサービスは2017年3月に終了した。しかし、クラウドソーシングによるGoogle マップへのコントリビューションの機能は終了せず、Google ローカルガイドプログラムに移行されることが発表された
Google マップの航空写真ビューは、真上からのビューと鳥瞰図を選択できる。最も高解像度の都市の写真は、800 - 1,500フィート (240 - 460 m)から撮影された航空写真であるが、それ以外のほとんどの画像は人工衛星から撮影されたものである。利用可能な衛星写真の多くは古くても3年以内のものであり、定期的に更新されている。Google マップは以前はメルカトル図法の変種を利用していたため、a variant of the Mercator projection、両極地域（北極圏と南極圏）は正確に表示することができなかった。2018年8月、デスクトップバージョンのGoogle マップが更新され、3Dの地球が表示できるようになった。まだ2Dマップに設定で戻すことは可能である。航空写真モードは、Earthモードと言われる3Dマップ表示を併用または切替可能であり、視点の傾斜や回転ができる。対応地域であれば地形や建物、道路などを3D立体表示できる。
店舗や施設を検索するGoogle プレイス（Google マイビジネスとも連動）や、ルート検索機能などを提供している。
AndroidおよびiOSデバイス向けのGoogle マップは2008年9月にリリースされ、GPSを利用したターンバイターンのナビゲーションと駐車アシスタントの機能が追加された。
2013年8月、世界で最も人気のあるスマートフォンアプリとなり、世界中のスマートフォン所有者の54%以上が利用していた。
2017年5月、Androidアプリの利用者は、YouTube、Google Chrome、Gmail、Google 検索、Google Playなどの他のいくつかのGoogleサービスに加えて、20億ユーザーに到達したことが報告された。

## 沿革

### 2000年代
Google マップは初め、デンマーク人の兄弟Lars Rasmussen と Jens Rasmussenがオーストラリアのシドニーに設立した企業 Where 2 Technologies によって開発された。元々はC++言語で記述されたダウンロード型のソフトウェアだった。Google が Where 2 Technologies を買収したことで、二人のチームが Webベースのサービスとして再開発したものが Google マップになった。
2005年2月にベータ版としてサービス開始し、同年7月に日本語版が提供された。この時、ゼンリンから日本国内の地図データの提供を受ける事になった。
2007年にはストリートビューが公開され、日本でも2008年8月に公開された。2010年8月6日、5周年を機にベータ版を終了して正式版へと移行した。

### 2010年代
一部の国では渋滞情報を含む交通状況の表示ができ、日本でも2011年12月10日からサービスが開始された。2013年8月に13カ国にてGoogleが2013年6月に買収したWazeのアプリユーザからの投稿内容も表示する機能を追加した。
北朝鮮など地図情報が入手困難な地域については、その場所だけ真っ白に表示される問題がサービス開始以来長く続いた。Googleはそれらの問題を解決するためにGoogle マップメーカーと呼ばれる地図作成ツールを公開し、地図作成愛好家の協力を得て北朝鮮の地図作成を開始した。2013年1月29日に、マップメーカーで作り上げた北朝鮮の地図がGoogleマップへ加わった。
2014年2月20日、「Google マップ」を「新しいGoogle マップ」にリニューアルした。UIを刷新し、3DマップやEarthビューなどに対応した。航空写真の3D建物は、かつてはSketchUpやGoogle ビルディング メーカーなどのソフトウェアを用いて、一つ一つの建物を手動で作っていたため、大量の建物を3D化するには膨大な時間がかかっていた。しかし、2010年代に入ってからは航空写真を斜め45度で複数方向から撮影し、そのデータを元に3D建物をコンピューターで自動生成するようになった。これにより3D建物作成はかなり効率化されている。
2019年3月、これまで日本国内の地図画面右下に表示されていた「ZENRIN」の社名が消え、日本の地図データがゼンリンからGoogle独自のデータに差し替えられた。地図データのライセンス契約状況に変化があったとみられる。これを受けてゼンリンの株価が一時ストップ安となった。Googleとゼンリンは、それぞれ両社間の契約状況についての詳細はコメントを差し控えるとした。また、このことによりGoogle マップでの表示不具合が多数報告されたが、現在はほぼ解決している。

### 2020年代
2020年2月、Google マップのサービス開始15周年を記念し、新しいロゴマークが導入された。

## 特徴

### 表示モード
基本的なマップ表示モード（レイヤ）として、地図、航空写真、地形の3つがある。「航空写真」モードにおいて、海水面下の海底地形が模擬モデルとして表示される。「地形」モードにおいて、同様に等高線データにより、山地や平地が模擬モデルとして表示される。
さらに、鉄道の「路線図」、「自転車」の移動軌跡などをオプションのレイヤとして表示できる。「自転車」は、主に欧米の主要都市に提供され、日本では未対応である。

### ルート検索
詳細は「Google マップナビ」参照。
目的地までの最適経路を、自動車、公共交通機関（鉄道・バスなど）、自転車、徒歩の各移動モード別に検索提示できる。自動車では渋滞状況（後述）に適応した最適ルート検索や、有料道路、高速道路の使用可否を指定できる。公共交通機関では、乗換駅、通過駅や運行ダイヤ、料金の表示まで対応し、さらに徒歩込みでの最適なルート検索ができる。なお、自転車ルート検索は日本では一部地域でのみサポートされている。

### スポット
各種施設、公園、史跡その他の地点データは、WEBサイト、施設情報、写真等のメディア、ユーザーのレビュー等を記入でき、各ユーザーでお気に入り等のマークを付けられる。これらのデータは一部がGoogle+とも連動している。

### 交通状況、マップナビなど
パソコン（PC）などによる固定利用（位置情報を備えない端末）でのGoogleマップ利用時も、交通状況や経路案内（マップナビ）など、モバイル版から提供されるデータを共通利用できる。

### タイムライン
GPS/GNSSやWi-Fiビーコン信号を受信して、移動履歴や訪問した店舗などユーザーの行動を常時記録し、あとで閲覧できる。

## 地図データと地名表記

### 地図データ
アメリカ合衆国、イギリス、フランスなど大半の地域ではGoogleが測量したデータ（オーストラリアなどGoogle単独ではなく他社との協力で製作された国・地域もある）やGoogle マップメーカー（英語）でユーザーが作成したデータが使用されている。
以下の国・地域では他社のデータを使用している。
- 日本 - 独自データ（かつてはゼンリン提供）
- 大韓民国（竹島含む） - SK M&C
- ロシア - GIS Innovasia （ただしモスクワなどの大都市以外（例：ソチ周辺など）は非常に不正確）
- 中華人民共和国（香港・マカオ除く） - AutoNavi（データは本来の座標からずれている）
- 香港・マカオ - Mapking
- 台湾 - Kingway
- マレーシア - MapIT
- オマーン、トリニダード・トバゴ - LeadDog Consulting
- タイ、インドネシア、シンガポール、スペイン、ポルトガルなど - TomTom（ただし、表示はTomTomに吸収合併された会社TeleAtlas）

### 地図の文字表記と言語
Google Map では、地名は「所属国の公用語」を中心に表記され、英語が並記されることがある。ただし、一部の言語版では、特定の地名を「所属国の公用語」で表記せず、利用者の言語で使われる慣用表記に置き換える措置が取られるものもある（例: 英語版でドイツ語: MünchenがMunichに置き換えられるなど）。
領土問題や表記問題がある地域の地名は、中立を保つため表示されないか併記されている（例外あり） 。ただし、竹島やパレスチナなど一部は一方の国側の領土と連想させる表現がある。
日本語版で表示される日本以外の国や地域の日本語による地名表記は、平凡社地図出版から提供を受けたデータを使用している。
日本語版Googleマップは2009年8月に地名の日本語表記対応を開始した。この置換のために、「平凡社地図出版から提供を受けた約3万件の地名データ」、「ウィキペディアなどインターネット上のサイトから抽出した地名」、「独自に開発した地名専用の自動翻字システムから生成した約数千万件の地名」の3種のデータ群が使用された。

## ストリートビュー
2007年に開始された、町並みの写真を表示するサービス。ストリートビュー機能は、黄色い人型のアイコン（ペグマン）を地図上へドラッグすることで、専用のビューアへ切り替わり表示される。ビューアでは、東や西などの方位を変えるボタンのほか、拡大や縮小、マウスによる視点の操作が可能で、利用可能な地域は、ペグマンをドラッグする際に表示される、青色で塗りつぶされている地域で利用可能。
2012年6月6日、ストリートビュー撮影車が走った総距離は、500万マイル（800万キロメートル）、そのデータ量は20ペタバイト、39カ国、3000都市を走り回った事をGoogleのイベントで言及した。現在は、主要都市のみならず、地方や人口の少ない地域などにも範囲が広がった。
当初はアメリカの主要都市のみ対応していたが、現在はパリ（フランス）、ロンドン（イギリス）、シドニー（オーストラリア）など日本を含む世界各地をカバーしている。日本では軽自動車のスズキ・アルトの屋根に地上から205cmに付けられたカメラで道路を走行しながら撮影を行っている。かつてはスバル・インプレッサスポーツやトヨタ・プリウスも使用されていた
立ち入り禁止や危険な場所を除き、城、公園、遊園地、動物園、水族館、徒歩道、登山道、観光スポットなど自動車で行けない様な特殊条件の場所は徒歩で機材を背負い撮影する場合がある。そのような場合であっても来場者は自動でモザイク処理が施される。ただし、まれに人物にモザイクが掛かってない場合がある。また、日本に多い表札は、高頻度で自動モザイク処理が施されない。

### パートナープログラム
パートナープログラムは、ストリートビューを商業施設や観光地向けに撮影を行うサービス。小中規模のレストランやジムなどの商業施設向けに、インドアビューがある。インドアビューとは別に、大学キャンパスやショッピングモール、遊園地などの大型施設向けの撮影サービスも行っている。

### Photo Sphere（フォトスフィア）
Googleは、ストリートビューを自作、公開できるサービスを提供している。Photo Sphereは2012年11月13日よりGoogleが提供開始したモバイル端末向けカメラアプリの機能で、全方向球体パノラマが撮影でき、撮影した写真はストリートビューと同様の操作が可能。これをGoogleの画像共有サービスGoogle+にアップロードしていくつかの手順を踏むと、Googleマップ上でストリートビューと同様に公開することができる、いわゆる自作ストリートビューの作成サービスである。
Photo Sphereは公式アプリのGoogleカメラで提供されているが、Googleカメラ以外で撮影したパノラマについても、規定のメタデータを埋め込めばGoogleマップに公開可能である。

### 問題点
ストリートビューを公開した各国で「プライバシーの侵害ではないか」という声が上がり、アメリカ合衆国ペンシルベニア州の住民がストリートビューで自宅内部を勝手に公開されたとして、Googleを相手に裁判を行っているが、その中でGoogleが答弁として「現代では完全なプライバシーなどは存在しない（ゆえに許される行為だ）」と反論を述べた。
Google側は、肖像権については自動認識プログラムでぼかしを入れて修整することで解決する、とコメントしている。現在のところ顔やカーナンバーが表示されている箇所や誤認識されている箇所などが報告され、完全には解決していない。また、私有地内の道路、関係者以外進入禁止と明記されている道路や、高校敷地内の道路までも撮影を行っていること、さらには日本の神奈川県横浜市の条例に違反する行為や自動車通行止めを無視して進入した事例も報告されている。
人間の死体が映り込んでしまった実例もある。2009年、アメリカ合衆国カリフォルニア州リッチモンドで14歳の少年が何者かに射殺される事件が発生。ところが、Googleがこの近辺の衛星写真を公開した際、偶然にも射殺された少年の遺体が映り込んでしまい、被害者の父親がGoogle側に当該衛星写真の削除と写真の差し替えを求め、Google側は衛星写真を削除して新しい画像に差し替えた。

## デスクトップ版のシステム要件と更新履歴
新しいGoogleマップは3D表示やEarthビューなどがあり、2014年当時において高性能なグラフィックスハードウェアが必要となる。システム要件を満たしていない場合は、3D表示やEarthビューが使えないライトモードに切り替わる。
新しいGoogleマップと、旧Googleマップのシステム要件は以下の通り。

### 新しいGoogleマップ
- いずれかの最新バージョンのブラウザ
  - Google Chrome / Mozilla Firefox / Internet Explorer / Safari / Microsoft Edge
- いずれかのオペレーティングシステム
  - macOS 10.12.0以降 / Microsoft Windows 7以降 / ChromeOS / Linux

以上に加え、2014年当時において高性能なグラフィックスハードウェアが必要となる。グラフィックの処理能力が低いパソコンの場合は、3D建物やEarthモードがオフになる。

### 旧Googleマップ
- Internet Explorer (Windows)
- Firefox (Windows、Mac、Linux)
- Safari（Mac）
- Google Chrome（Windows および Mac）

### 更新履歴
各バージョン共通事項については「沿革」参照。
- 2018年 - 8月、地球サイズにズームアウトした時に、従来のメルカトル図法から、3DのGoogle Earthのようなマッピング表示に変更された（なお切替可能）。これにより距離計測も大圏コースで表示される。また、航空写真モードで全球ズームアウトすると、太陽系の幾つかの星と、国際宇宙ステーションの中に飛べるようになった[40]。

## モバイル Google マップ
モバイル Googleマップとは、モバイル端末向けのGoogleマップである。Android端末とiOS端末でアプリとして使用できる。
概ねデスクトップ版（WEB版）と同等機能の利用が可能。ただし、Google Earthモード（3Dマップ表示）は、端末によってはスペック不足となる。
さらにモバイル版の特徴として、カーナビ等のリアルタイムナビゲーション機能（Google マップナビ）が搭載されている。またGoogle Nowとの連携、音声での検索、店舗や施設を検索して直接電話をかける機能がある。
位置情報は、GPS/GNSSに加えて無線LANのビーコン信号からの取得に対応しているため、GPS等が使えない環境でもWi-Fiの電波があれば位置情報を表示できる。ただし、位置情報の精度は低くなる。Android 4.3以降であれば、Wi-Fiをオフにしていても無線LANのビーコン信号のみを受信する機能を持つため、Wi-Fiを切っていても、リアルタイムに位置情報取得が可能になっている。
Android One用として機能を絞ることで低速回線や低スペックの端末でも軽快に動作する「Google マップ Go (Maps Go)」が開発された。2018年からAndroid端末ほかにも提供されるようになっている。

### 交通状況
スマートフォン端末に搭載のGPS等およびジャイロセンサーにより測定された端末の位置および物理的移動速度を、多数の端末から匿名情報として収集して分析し（ビッグデータ）、マップ（デスクトップ、モバイル両方）上に道路の混雑状況を表示する。なお、交通状況はモバイル版以外でも共通表示される。

### Google マップナビ
カーナビゲーション、乗換ナビゲーション、徒歩ナビゲーションなどの統合ナビゲーション機能としてGoogleマップナビが搭載されており、これらの機器あるいはサービスの代替として使用できる。
目的地までの最適経路を、自動車、公共交通機関（鉄道・バスなど）、自転車、徒歩の各移動モード別に検索提示できる。自動車では渋滞状況（前述）に適応した最適ルート検索や、有料道路、高速道路の使用可否指定が可能。公共交通機関では、乗換駅、通過駅や運行ダイヤ、料金の表示まで対応し、さらに徒歩込みでの最適ルート検索が可能。なお、自転車ルート検索は日本では未サポート。いずれの移動モードでも、一般のナビゲーションシステムと同様に端末の移動に応じて現在地や最適経路が随時更新される。
自動車モードでは、目的地までの経路上の混雑状況に応じた通過速度を計算し、目的地までの最適移動経路をユーザーにナビゲーションする。
自動車（ナビ）モードでは安全運転の支障とならないよう、進行方向に向いて3D回転し、かつ細かい道路や情報が省略されたシンプルなマップ表示となり、併せて音声での案内提供が可能である。これに加えて目的地までの時間、距離、次に曲がる交差点名など必要最低限のみの情報が太字で表示され、また基本的な右左折直進指示の音声による案内提供が可能。
多くの国で自動車ナビモードが利用可能である。2014年時点、日本、台湾、香港、オーストラリア、米国、英国など、全部で99の国と地域で利用できる。

### ARモード（Alpha版）
Googleの歩行ナビモードでは、一部ユーザー向けに拡張現実（AR）モードが試験導入されている。このモードではカメラが起動し、周りの風景にカメラを向けると、Googleの人工知能システムを用いて建物やランドマークを読み取り、道路上に行き先への矢印と目的地をARで表示する。

### タイムライン（移動履歴）
タイムライン機能は、スマートフォンのGPS等やWi-Fiビーコン信号などを定期的に読み込み、ユーザーの移動履歴を常時記録する。数年前の移動履歴も遡ることができ、店舗の訪問日時、滞在時間、交通手段、そこで撮影した写真などあらゆる情報が記録される。Googleアカウントと連携してPC側からでも履歴を閲覧できていたが、セキュリティの観念より2024年以降デバイス上のみ閲覧可能となった。

### 更新履歴
各バージョン共通事項については「沿革」参照。
- 2010年
  - 9月16日  - Googleマップナビに対応。[50]
  - 11月10日 - デザインの更新、全体的に見やすい表示へと変更[51]
  - 12月17日 - ビルの3D表示、及びコンパスモードや回転操作に対応[52]
- 2011年
  - 11月30日 - インドアGoogleマップに対応。建物内のマップを閲覧可能へ。[53]
  - 12月9日 - 交通状況の表示に対応[54]
- 2012年
  - 12月13日 - iPnone向けのGoogleマップが提供開始。Android版と同じUIになり、旧型iPhoneには無かったナビ機能にも対応[55]
- 2014年
  - 2月20日 - 「新しいGoogleマップ」サービス開始。UIやシステムを大幅刷新。[56]
- 2016年
  - 5月 - 自動車ナビモードの声を担当していた女性ナレーター野口美穂の音声利用契約が終了し、ロボット音声に変更された。[57]
  - 6月10日 - ストリートビューの操作性を改善。道路上に線が表示され、スワイプでの移動が可能。
  - 8月24日 - 自動車ナビモードのロボット音声が、再び野口美穂の声に復帰したが、経緯は不明。[57]
- 2019年
  - 3月 - 日本国内でのオフラインマップが提供された[58]。自動車ナビモードの声のデフォルト音声が、改良されたロボット音声に変更された。なお、"ナビの設定"⇒"音声の選択"で「日本語」を選択すると以前の野口の声となる。なお、野口自身は「卒業」したと表明している[59]。

### フィーチャーフォン版
当初はフィーチャーフォン版が存在し、当時は主流であった。フィーチャーフォン版では、主にSymbian OS、Palm OS、Java、webOS、BlackBerry OS向けに提供されていた。
日本では、NTTドコモのN905i・N905iμ・F905iにiアプリとしてプリインストールされており、通常に配布されているバージョンより広い範囲の地図が表示できる。またNTTドコモの2008-2009年モデル以降標準搭載される機種が増えた。なお現在フィーチャーフォン版のGoogleマップモバイルアプリはダウンロードできず、利用不可となっている。

### フィーチャーフォン版の更新履歴
- 2007年（平成19年）
  - 8月21日 - Ver.1.6.0 モバイルGoogleマップがドコモ向けに公開[63]。
  - 8月24日 - Ver.1.6.1 「ニューロポインター」に対応。
  - 12月12日 - Ver.2.0.1 GPS機能に対応、ユーザインタフェース（UI）の変更など。
- 2008年（平成20年）
  - 3月20日 - Ver.2.0.3 iアプリDXで作成されており、GPS機能のUIが変更されている。
  - 9月18日 - Ver.2.3.0 乗り換え案内とストリートビュー（ベータ機能）に対応[64]。
  - 12月10日 - Ver.2.3.0 ストリートビューがSymbian OS S60を搭載するノキアのスマートフォンとWindows Mobileを搭載する端末に対応。
  - 12月11日 - Ver.2.3.2 運行経路検索機能、店舗情報を友達にメール送信できる機能が追加[65]。

## その他の機能

### マイマップ
ユーザーがGoogleマップ上に目印や線などを書き込み、写真やコメントなどを貼り付けられる機能で、2007年に開始されたサービス。自分だけの地図を作成して共有・公開できる。
標準では公開される設定だったが、それに気づかなかった利用者のマップから個人情報が流出した。
Googleでは「公開/非公開」としていた表記を「公開/限定公開」に変更するとともに、設定の確認や情報の削除を呼びかけたが、削除したはずの情報が残っていたり検索エンジンにヒットした、アカウントを削除したユーザーのマイマップが削除できないなどの問題が指摘された。
オフラインマップ
限られた地域であるがインターネット環境が利用不可能な時にオフライン環境でも地図が確認できる。

### Google Mapplets
2007年7月11日、Googleマップ上にレイヤーを追加するツールとして「Google Mapplet（グーグル マップレット）」が公開された。ただしMapplets APIは2010年5月19日にサポートが終了している。

### API
Googleマップは単体での利用のほかに、公開されているAPIを利用することで、一般のWebページの中にGoogleマップによる地図を組み込むこともできる。APIの利用には、Googleアカウントの他に事前に申請して発行されたAPIキーが必要だ。APIを利用した地図の表示は、原則としてエンドユーザーが無料で自由にアクセスできるページでの利用に限られており、有料コンテンツや企業の社内システムなどアクセス制限がかかったページでの利用には、別途有料のGoole Maps Platformの契約が必要になる。
前記の条件を満たしたページにおけるAPIの利用は、従来無料とされてきたが（1日50万回以上のアクセスがある場合には事前に連絡することを推奨していた）、2012年初頭より1日のAPI使用回数が25,000回以上（Styled Mapsの場合は1日2,500回以上）の場合有料化された。住所から緯度・経度への変換を行う「Geocoder」は、元々1日あたりの利用回数制限（1日2,500回以内）が設けられている。

### エイプリルフール
Googleでは、毎年4月1日のエイプリルフールの日に、Googleマップの特別機能が提供されている。
- 2012年 「Google マップ 8ビット」を公開。任天堂とスクウェア・エニックスの協力の下で開発された[79]。
- 2013年 「宝探しモード」を公開[80]。
- 2014年 モバイル版 Google マップで「ポケモンチャレンジ」を開催。任天堂、ゲームフリーク、クリーチャーズの協力の下で開発された[81]。ゲームを開始するとマップ上の決められたポイントに151匹のポケモンが現れ、捕まえる事で図鑑に追加される[82]。全てのポケモンをコンプリートすると、Googleから名刺10枚と署名の入った手紙が送られてきた者もいる[83]。この「ポケモンチャレンジ」は、後にGoogleの社内ベンチャー・ナイアンティックと株式会社ポケモンが『Pokémon GO』を開発するきっかけとなった。
- 2015年 パックマンのゲームが可能になった[84]。ジャストシステムが行った「エイプリルフールコンテンツに関するアンケート」では、1位となった[84]。
- 2017年 ミズ・パックマンのゲームが可能になった。

### 評価・クチコミ
- 観光地や店舗（飲食店、専門店、ショッピングモールなど）を5段階の星印で評価したり、その場所についてのクチコミを書いたりできる。
- グーグルマップの口コミ欄をめぐっては、大阪府豊能町の女性が一方的に悪評を投稿したとして訴えられ、2024年5月31日に大阪地方裁判所が投稿者に200万円の賠償と投稿の削除を命じている[85]。

## 地図データの問題と対応

### 領土問題・安全保障への配慮
領土問題が起きている地域では、英語版や一般名称のみの中立的な表記をしたり、各国語版で異なる地域名表記をしたり、道路を表示しなかったり、ポイントしても緯度経度情報以外は表示しなかったりする等の配慮がなされている。

#### 韓国と中国の地図データ問題
韓国や中国は安全保障上の問題を理由に、自国外への地図情報の提供を禁止している（戦時改描、en:Cartographic censorship）。このため、
- Google がこれらの国からの地図データの提供を受けることができない。
- 自国内では Google とは異なるデータや測地系を使っているため、互換性が維持できない。

韓国では、「空間情報の構築及び管理等に関する法律」第16条により、国土交通部長官の許可なしに測量情報等の地図データを自国外に搬出することを禁止している。これに関してGoogleは、2008年から韓国側に地図データライセンスを申請しており、2016年6月2日にも韓国の地図データの使用許可を請求したが、航空写真での重要施設表示などを理由に却下されている。
Google マップ上での韓国は独自フォーマットとなっており、解像度が低く、地図の回転や拡大縮小に制約があるほか、道路情報やルート検索なども正常に機能しない状態となっている。位置情報ゲーム『Pokémon GO』の、韓国での提供開始が2017年1月まで大幅に遅れたのも、この問題が関係していたためだ。なお、この提供開始にあたってはGoogle マップのデータを用いず、オープンストリートマップのデータを使用している。
中華人民共和国では、測絵規制法に基づき北斗以外の衛星測位システム （GNSS）の利用を制限している。このため、GPSなどを利用する『Pokémon GO』（位置情報ゲーム）の正式配信はなされていない。また、GPS測地機能を使ったネット端末やカメラなども利用できず、知らずに利用した海外旅行者が逮捕される事態も起きている。一方、代替として、GNSSである北斗のライセンスを受けた端末を製造している。
Google.cn/Maps では測地系も独自のものを使っており、中国国内ではほぼ正常に表示されている。

#### ロシア軍事施設の解像度向上
2022年ロシアのウクライナ侵攻に対して抗戦中のウクライナ軍は同年4月18日、Googleマップの衛星画像で、ロシア連邦内の軍事施設がよりはっきり見えるようになったと発表した。

### Googleマップの改竄・悪戯
Googleマップでは、地図にない物件などの情報をユーザーが登録申請できる機能がある。これを悪用し、著名な建築物（ホワイトハウスや皇居など）上に、悪戯で物件名を改竄する行為が世界的に流行した。Googleでのチェック体制が不十分であったことに起因するものであり、悪戯で投稿されたものについては、既に大半が修正されている。ユーザーによる登録申請機能については、今後も制限などを設けない方針としている。